# Katarzyna Gujska
Katarzyna Gujska; (ur. 15 lutego 1975 roku w Słupsku) – polska siatkarka, grająca na pozycji rozgrywającej. Wychowanka Czarnych Słupsk, 160-krotna reprezentantka Polski w latach 1996–2003 (grała m.in. w Mistrzostwach Europy 1997 i 2001). Kilka ostatnich sezonów rozegrała we włoskiej Serie A, w drużynach Despar Perugia i Foppapedretti Bergamo, z którą trzykrotnie wygrała w Ligę Mistrzyń. Karierę zakończyła po sezonie 2009/2010.
Jej mama, Krystyna Gujska (zm. 15 lutego 2021) również była siatkarką, a w latach 1983-2013 nauczycielką biologii i przyrody w Szkole Podstawowej w Ustce.

## Sukcesy klubowe
Liga Mistrzyń:
- 2007, 2009, 2010
- 2003, 2006

Puchar CEV:
- 2004, 2005

Mistrzostwo Włoch:
- 2004, 2005, 2006

Puchar Włoch:
- 2005, 2006, 2008